# Anna Patten
Anna Rose Patten (ur. 20 kwietnia 1999 w Harpenden) – angielska piłkarka występująca na pozycji obrończyni w angielskim klubie Aston Villa. W trakcie swojej kariery grała także w takich zespołach, jak Arsenal, Florida State Seminoles oraz South Carolina Gamecocks. Młodzieżowa reprezentantka Anglii.